# Regno di Mrauk U
Il Regno di Mrauk U fu un regno birmano indipendente di Arakan (regione costiera birmana) che durò per oltre 350 anni. La capitale era Mrauk U, sulla costa orientale del Golfo del Bengala. Il regno (1429-1785) governò sui territori dell'odierno Stato Rakhine (Birmania) e sulla Divisione di Chittagong (Bangladesh).

## Storia
Dal 1429 fino al 1531 si alternarono periodi di indipendenza e sottomissione in forma di protettorato del Sultanato del Bengala. Con la definitiva indipendenza dal Bengala Mrauk U prosperò anche grazie all'aiuto dato dalla presenza di una base portoghese a Chittagong. Nel 1666 i portoghesi, in seguito a una guerra con l'Impero Moghul persero il controllo dell'insediamento. Gli arakanesi continuarono a controllare la loro regione fino al XVIII secolo quando subirono l'invasione dell'Impero Birmano che pose fine per sempre all'indipendenza dell'Arakan.
Fu la casa per una nazione multietnica che includeva Arakanesi birmani e indiani. La città di Mrauk U poté così essere la casa di moschee, templi, altari, seminari e biblioteche. Per via della posizione costiera e degli stretti rapporti commerciali con Arabi, Danesi, Olandesi e Portoghesi il regno era anche un centro importante di pirateria e commercio di schiavi.